# 8
L'8 (VIII in numeri romani) è un anno bisestile del I secolo.

## Eventi

### Impero romano
- 3 agosto - Il generale romano Tiberio sconfigge i ribelli illiri in Dalmazia sul fiume Bathinus (probabilmente il fiume Bosna), ma la rivolta nella regione non è ancora sedata.
- Augusto esilia sua nipote Giulia minore. Lucio Emilio Paolo (console nell'anno 1 d.C.) viene accusato di congiurare contro l'imperatore e viene costretto a fuggire da Roma. Il fidanzamento di sua figlia Emilia Lepida con il futuro imperatore Claudio, che viene spinto a stringere matrimonio con Livia Medullina (per volere soprattutto di Tiberio, amico del padre di Livia Medullina).
- Dopo aver scritto le Metamorfosi, Ovidio comincia a scrivere i Fasti, dove in sei libri descrive i primi sei mesi dell'anno e ci consegna importanti informazioni sul calendario romano.
- Augusto condanna il poeta Ovidio alla "relegatio perpetua" a Tomi (l'attuale Costanza). Questa pena era più mite dell'esilio, poiché permetteva di conservare beni e diritti civili. Le cause di questa condanna sono sconosciute, ma Ovidio le cita velatamente come "carmen et error", "una poesia e un errore". La condanna non fu mai revocata (nemmeno quando Ovidio chiese la grazia a Germanico e Tiberio) e il poeta morì a Tomi, dove venne sepolto.[1]
- Marco Furio Camillo, Sesto Nonio Quintiliano e Lucio Apronio diventano consoli romani.

### Europa
- Tincomaro depone il re degli Atrebati e mette sul trono Eppillo, per poi lasciare la Britannia alla volta di Roma.

### Medio Oriente
- Vonone di Partia sovrano del regno di Partia.

### Asia
- In Cina, Wang Mang sopprime la ribellione di Chai I.

## Morti
- Dinamide, regina
- Terenzia, nobildonna romana (n. 96 a.C.)
- Marco Valerio Messalla Corvino, militare e scrittore romano (n. 64 a.C.)

## Calendario
| Calendario 8 | Calendario 8 | Calendario 8 | Calendario 8 | Calendario 8 | Calendario 8 | Calendario 8 | Calendario 8 | Calendario 8 | Calendario 8 | Calendario 8 | Calendario 8 | Calendario 8 | Calendario 8 | Calendario 8 | Calendario 8 | Calendario 8 | Calendario 8 | Calendario 8 | Calendario 8 | Calendario 8 | Calendario 8 | Calendario 8 | Calendario 8 | Calendario 8 | Calendario 8 | Calendario 8 | Calendario 8 | Calendario 8 | Calendario 8 | Calendario 8 | Calendario 8 | Calendario 8 |
| ------------ | ------------ | ------------ | ------------ | ------------ | ------------ | ------------ | ------------ | ------------ | ------------ | ------------ | ------------ | ------------ | ------------ | ------------ | ------------ | ------------ | ------------ | ------------ | ------------ | ------------ | ------------ | ------------ | ------------ | ------------ | ------------ | ------------ | ------------ | ------------ | ------------ | ------------ | ------------ | ------------ |
|              | 1            | 2            | 3            | 4            | 5            | 6            | 7            | 8            | 9            | 10           | 11           | 12           | 13           | 14           | 15           | 16           | 17           | 18           | 19           | 20           | 21           | 22           | 23           | 24           | 25           | 26           | 27           | 28           | 29           | 30           | 31           |              |
| Gennaio      | Do           | Lu           | Ma           | Me           | Gi           | Ve           | Sa           | Do           | Lu           | Ma           | Me           | Gi           | Ve           | Sa           | Do           | Lu           | Ma           | Me           | Gi           | Ve           | Sa           | Do           | Lu           | Ma           | Me           | Gi           | Ve           | Sa           | Do           | Lu           | Ma           |              |
| Febbraio     | Me           | Gi           | Ve           | Sa           | Do           | Lu           | Ma           | Me           | Gi           | Ve           | Sa           | Do           | Lu           | Ma           | Me           | Gi           | Ve           | Sa           | Do           | Lu           | Ma           | Me           | Gi           | Ve           | Sa           | Do           | Lu           | Ma           | Me           |              |              |              |
| Marzo        | Gi           | Ve           | Sa           | Do           | Lu           | Ma           | Me           | Gi           | Ve           | Sa           | Do           | Lu           | Ma           | Me           | Gi           | Ve           | Sa           | Do           | Lu           | Ma           | Me           | Gi           | Ve           | Sa           | Do           | Lu           | Ma           | Me           | Gi           | Ve           | Sa           |              |
| Aprile       | Do           | Lu           | Ma           | Me           | Gi           | Ve           | Sa           | Do           | Lu           | Ma           | Me           | Gi           | Ve           | Sa           | Do           | Lu           | Ma           | Me           | Gi           | Ve           | Sa           | Do           | Lu           | Ma           | Me           | Gi           | Ve           | Sa           | Do           | Lu           |              |              |
| Maggio       | Ma           | Me           | Gi           | Ve           | Sa           | Do           | Lu           | Ma           | Me           | Gi           | Ve           | Sa           | Do           | Lu           | Ma           | Me           | Gi           | Ve           | Sa           | Do           | Lu           | Ma           | Me           | Gi           | Ve           | Sa           | Do           | Lu           | Ma           | Me           | Gi           |              |
| Giugno       | Ve           | Sa           | Do           | Lu           | Ma           | Me           | Gi           | Ve           | Sa           | Do           | Lu           | Ma           | Me           | Gi           | Ve           | Sa           | Do           | Lu           | Ma           | Me           | Gi           | Ve           | Sa           | Do           | Lu           | Ma           | Me           | Gi           | Ve           | Sa           |              |              |
| Luglio       | Do           | Lu           | Ma           | Me           | Gi           | Ve           | Sa           | Do           | Lu           | Ma           | Me           | Gi           | Ve           | Sa           | Do           | Lu           | Ma           | Me           | Gi           | Ve           | Sa           | Do           | Lu           | Ma           | Me           | Gi           | Ve           | Sa           | Do           | Lu           | Ma           |              |
| Agosto       | Me           | Gi           | Ve           | Sa           | Do           | Lu           | Ma           | Me           | Gi           | Ve           | Sa           | Do           | Lu           | Ma           | Me           | Gi           | Ve           | Sa           | Do           | Lu           | Ma           | Me           | Gi           | Ve           | Sa           | Do           | Lu           | Ma           | Me           | Gi           | Ve           |              |
| Settembre    | Sa           | Do           | Lu           | Ma           | Me           | Gi           | Ve           | Sa           | Do           | Lu           | Ma           | Me           | Gi           | Ve           | Sa           | Do           | Lu           | Ma           | Me           | Gi           | Ve           | Sa           | Do           | Lu           | Ma           | Me           | Gi           | Ve           | Sa           | Do           |              |              |
| Ottobre      | Lu           | Ma           | Me           | Gi           | Ve           | Sa           | Do           | Lu           | Ma           | Me           | Gi           | Ve           | Sa           | Do           | Lu           | Ma           | Me           | Gi           | Ve           | Sa           | Do           | Lu           | Ma           | Me           | Gi           | Ve           | Sa           | Do           | Lu           | Ma           | Me           |              |
| Novembre     | Gi           | Ve           | Sa           | Do           | Lu           | Ma           | Me           | Gi           | Ve           | Sa           | Do           | Lu           | Ma           | Me           | Gi           | Ve           | Sa           | Do           | Lu           | Ma           | Me           | Gi           | Ve           | Sa           | Do           | Lu           | Ma           | Me           | Gi           | Ve           |              |              |
| Dicembre     | Sa           | Do           | Lu           | Ma           | Me           | Gi           | Ve           | Sa           | Do           | Lu           | Ma           | Me           | Gi           | Ve           | Sa           | Do           | Lu           | Ma           | Me           | Gi           | Ve           | Sa           | Do           | Lu           | Ma           | Me           | Gi           | Ve           | Sa           | Do           | Lu           |              |